# Пюже (Воклюз)
Пюже́ (фр. Puget) — коммуна во французском департаменте Воклюз региона Прованс — Альпы — Лазурный Берег. Относится к кантону Кадене. 

## Географическое положение

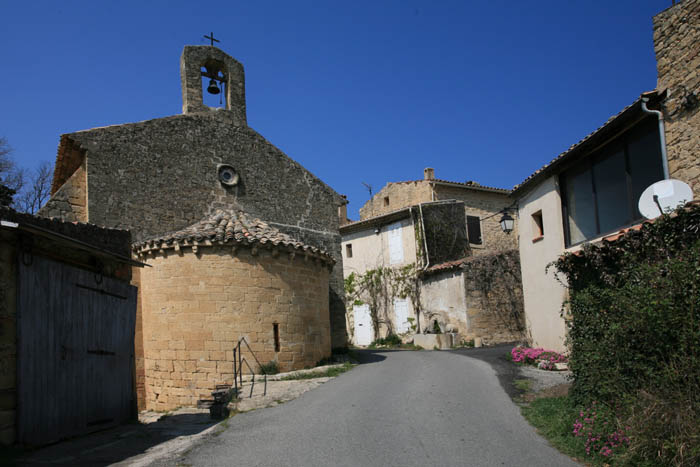
Вид на Пюже.

Пюже расположен в 55 км к юго-востоку от Авиньона. Соседние коммуны: Лурмарен, Пюйвер и Лори на востоке, Шарлеваль на юго-западе, Мерендоль на западе.

## Демография
Население коммуны на 2010 год составляло 674 человека.
| 1962 | 1968 | 1975 | 1982 | 1990 | 1999 | 2010 |
| ---- | ---- | ---- | ---- | ---- | ---- | ---- |
| 152  | 131  | 168  | 333  | 475  | 590  | 674  |

## Достопримечательности
- Церковь Нотр-Дам-де-Пюже, памятник истории.
- Протестантский храм.

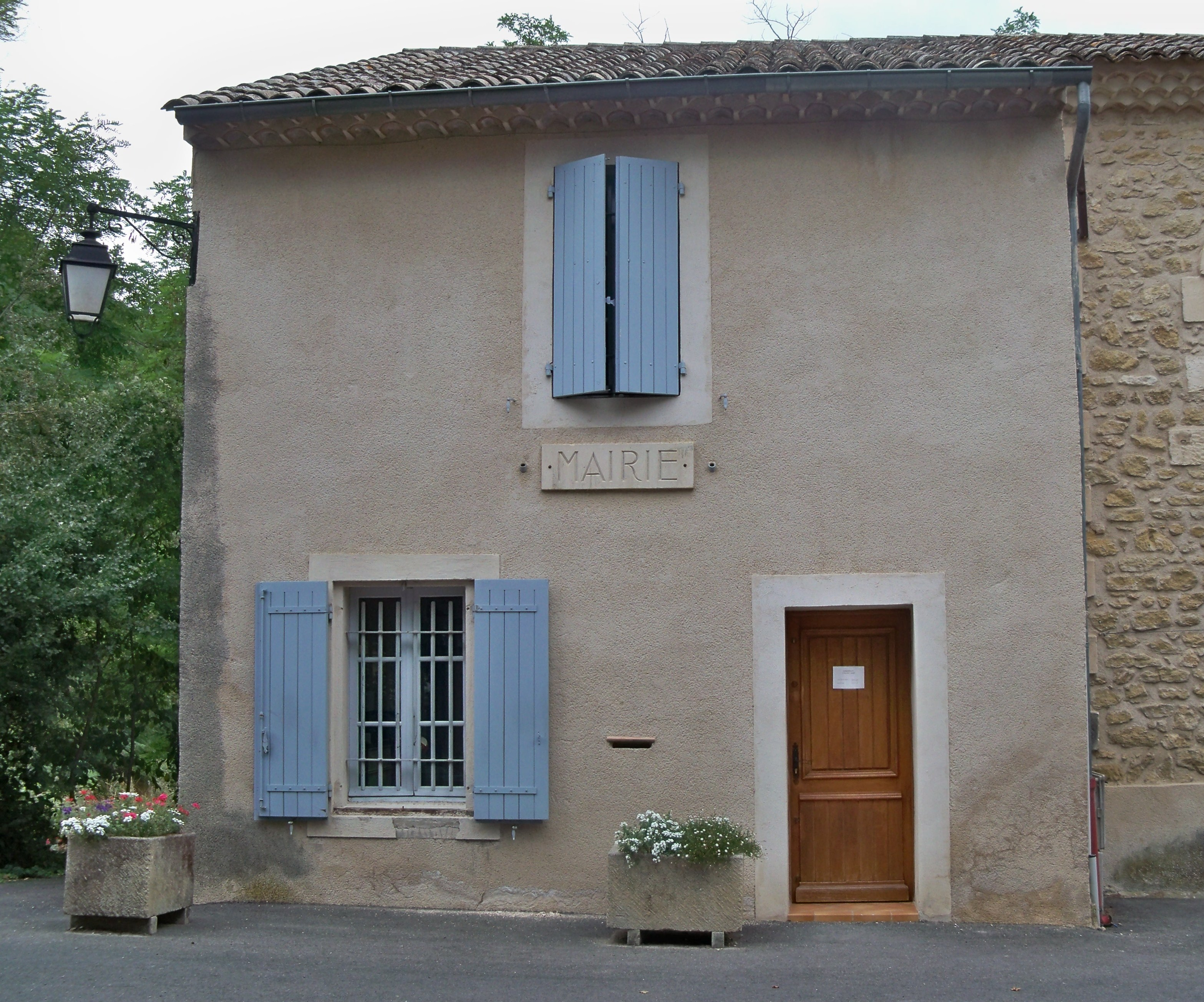
Мэрия Пюже
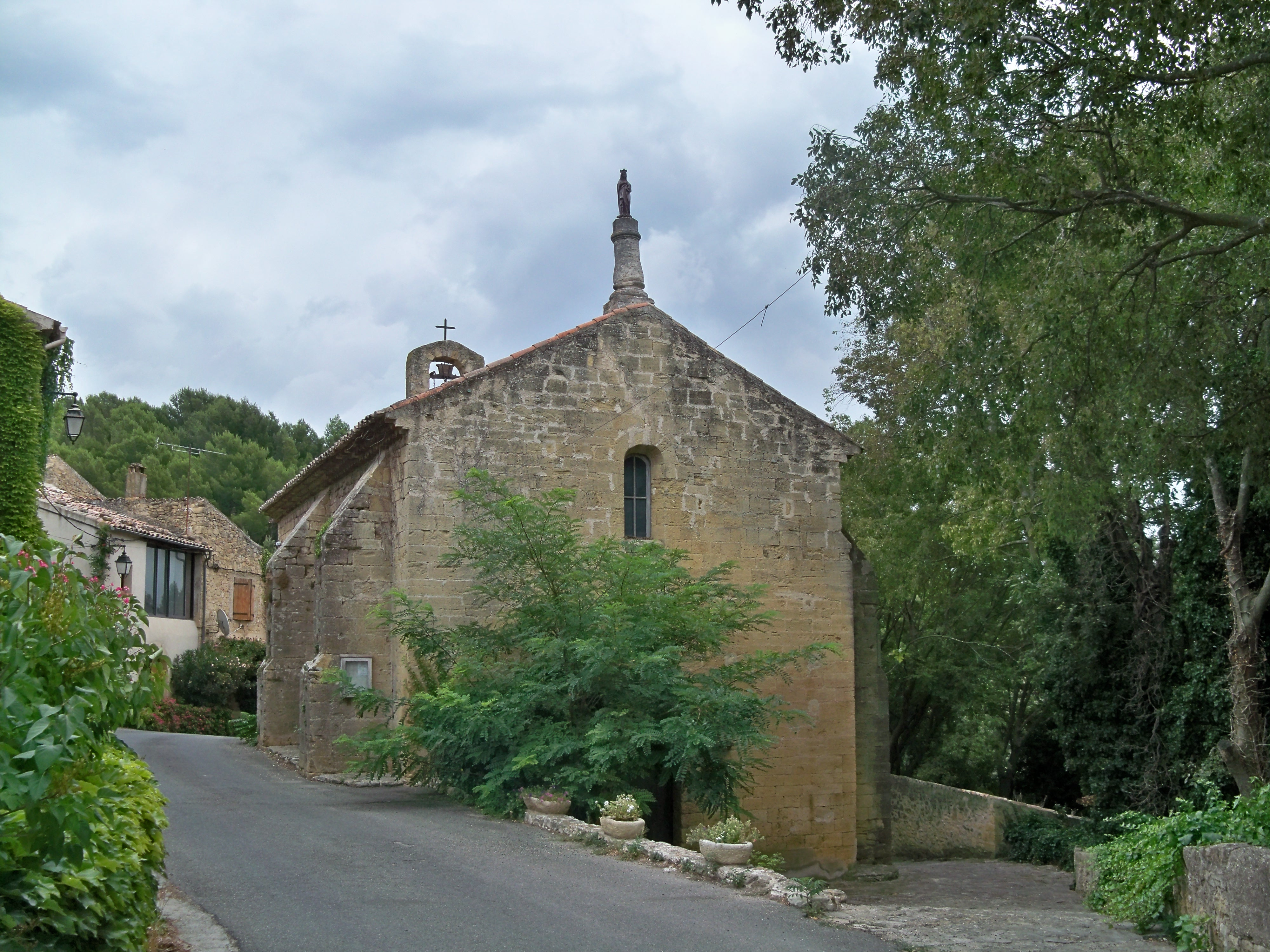
Церковь Нотр-Дам-де-Пюже
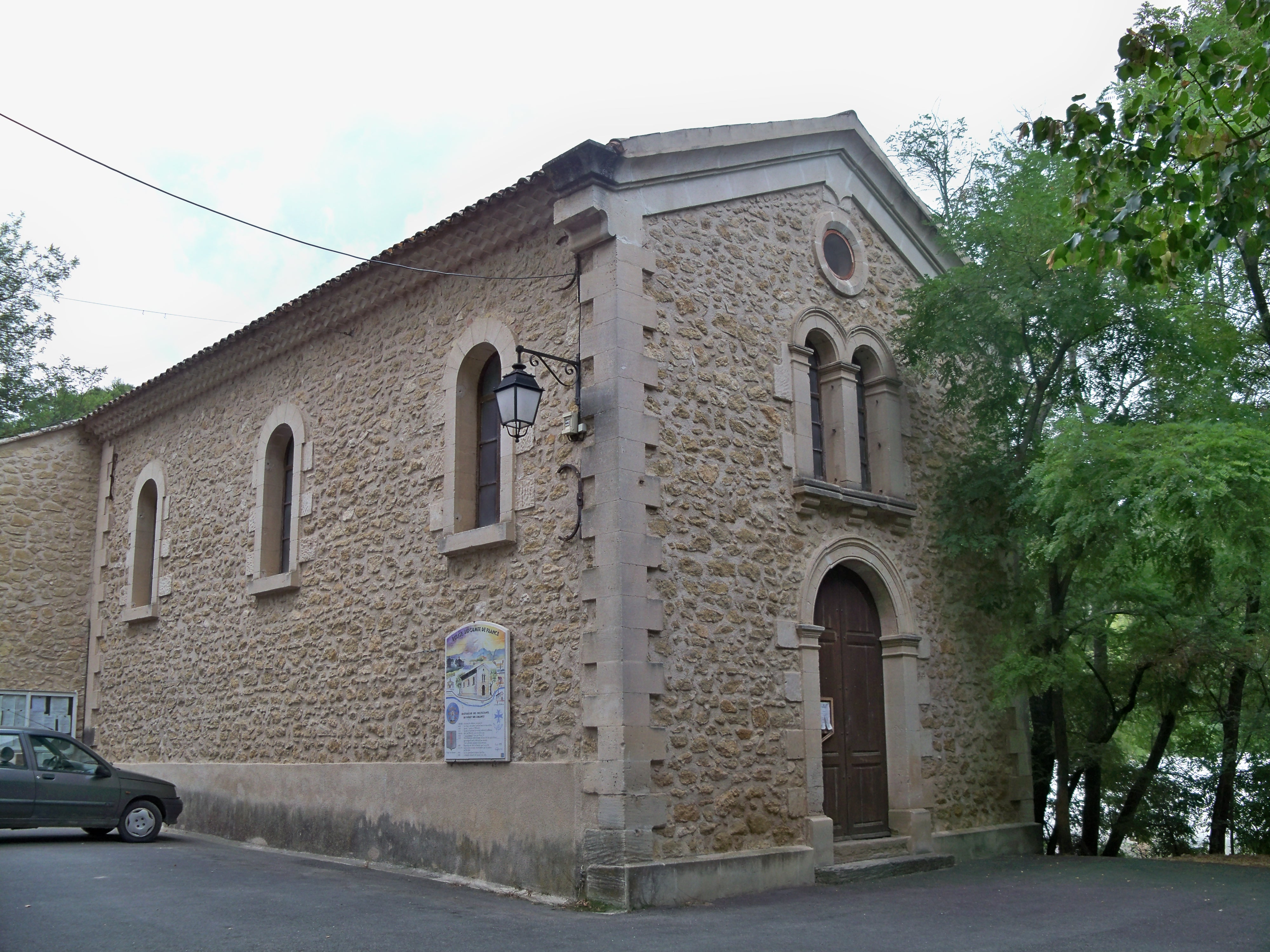
Протестантский храм